# Celerina/Schlarigna

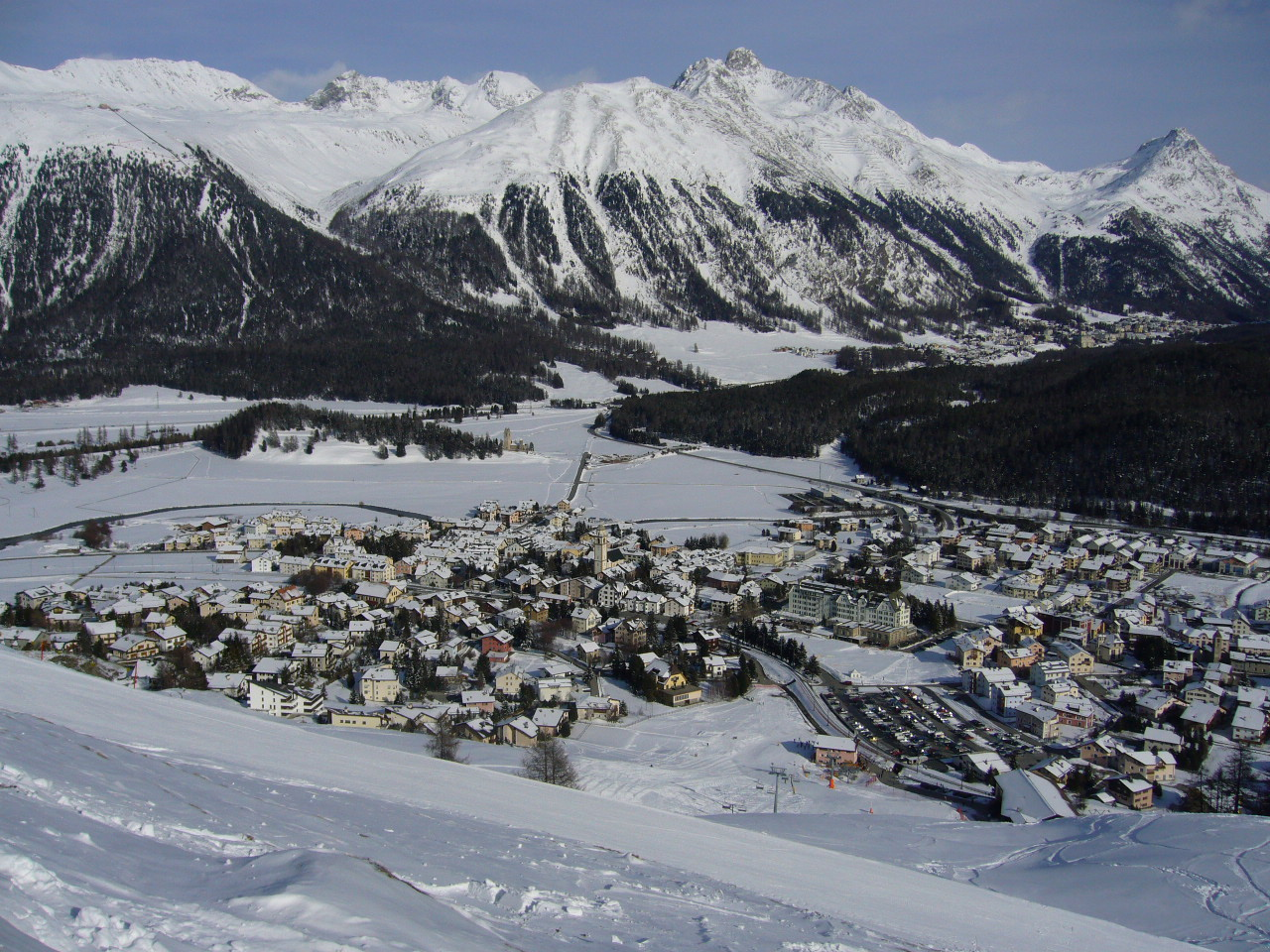
Celerina

Celerina/Schlarigna (Duits en Italiaans: Celerina; Reto-Romaans: Schlarigna) is een gemeente en plaats in het Zwitserse kanton Graubünden, en maakt deel uit van het district Maloja.
Celerina/Schlarigna telt 1332 inwoners.
De plaats ligt drie kilometer ten noordoosten van St. Moritz op de linkeroever van de rivier de Inn. 's Zomers is de plaats een geliefd uitgangspunt voor bergtochten, 's winters wordt er veel gewintersport. Celerina heeft een van de belangrijkste bobsleebanen van Zwitserland, genaamd Cresta Run.
Nabij de plaats liggen de dalstations van de bergbanen naar Marguns (2278 m) en Muottas Muragl (2456 m).

## Trivia
- Kunstschilderes Maria Bass (1897-1948) woonde in Tamins.[1]